# Stora Bergtjärnen, Västmanland
Stora Bergtjärnen är en sjö i Hällefors kommun i Västmanland och ingår i Göta älvs huvudavrinningsområde. Sjön är 10 meter djup, har en yta på 0,011 kvadratkilometer och befinner sig 194 meter över havet.